# Дзвоники ріпчасті
Дзвоники ріпчасті, дзвоники рапунцель (Campanula rapunculus L.) — вид квіткових рослин родини дзвоникові (Campanulaceae).

## Опис
Дворічна трав'яниста рослина. Має прямовисні, прості, квадратні, голі або злегка волохаті стебла до 100 см заввишки. Прикореневі листки оберненояйцеподібні, верхні — лінійно-ланцетні. Квітки зібрані в суцвіття. Віночок — дзвінок або воронкоподібний, світло-блакитний, 13–21 мм. Фрукти в формі капсули перевернутого конуса 4–12 мм, який відкривається через маленькі отвори. Насіння 0,5–0,7 × 0,25–0,4 мм. Він цвіте навесні й влітку.

## Поширення
Північна Африка: Алжир; Марокко; Туніс. Кавказ: Грузія; Росія — Передкавказзя, європейська частина. Азія: Іран; Ізраїль; Джордан; Ліван; Сирія; Туреччина. Європа: Молдова; Україна; Австрія; Бельгія; Німеччина; Угорщина; Нідерланди; Польща; Словаччина; Швейцарія; Албанія; Боснія і Герцеговина; Болгарія; Хорватія; Греція; Італія; Македонія; Чорногорія; Румунія; Сербія; Словенія; Франція; Португалія; Іспанія. Натуралізований: Чехія; Швеція; Об'єднане Королівство.
Населяє луки, чагарники, ліси й соснові насадження. Надає перевагу більш-менш сухим, багатим поживними речовинами, суглинним ґрунтам.

## Використання
Мають членисті, потовщені, ріпчасті, м'ясисті та солодкуваті на смак кореневища, що нагадують брукву та турнепс, використовується в їжу як селера. У багатьох країнах Європи, на Кавказі та в Малій Азії солодкі й багаті на поживні речовини корені дзвоників уживають у їжу нарівні з волоською ріпою (топінамбуром). Споживають їх сирими, відварюють, тушкують. Але найчастіше використовують для приготування овочевих гарнірів.
Листки додають у салат. У середні віки, рослини збирали й культивували в садах.

## Галерея

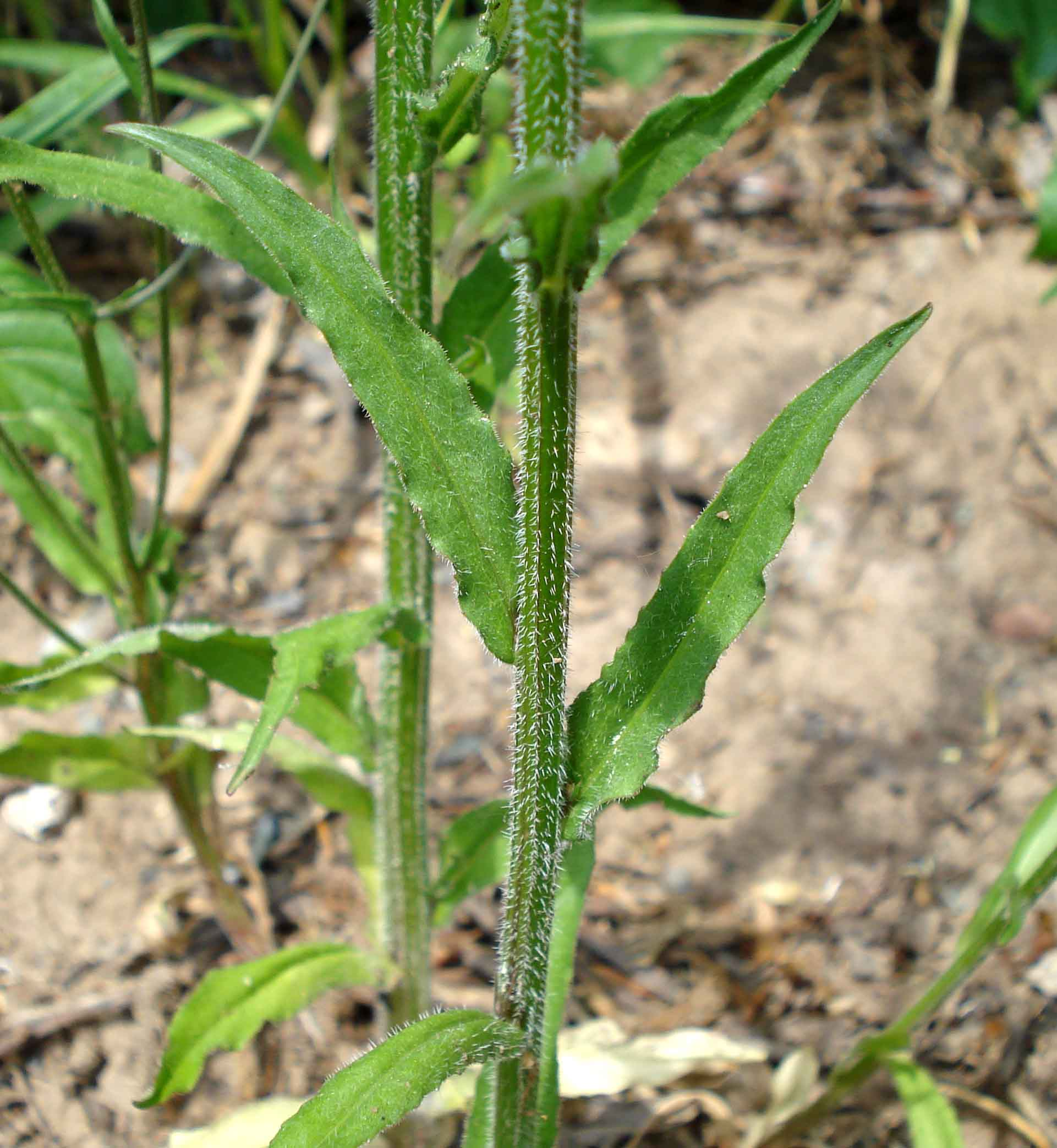
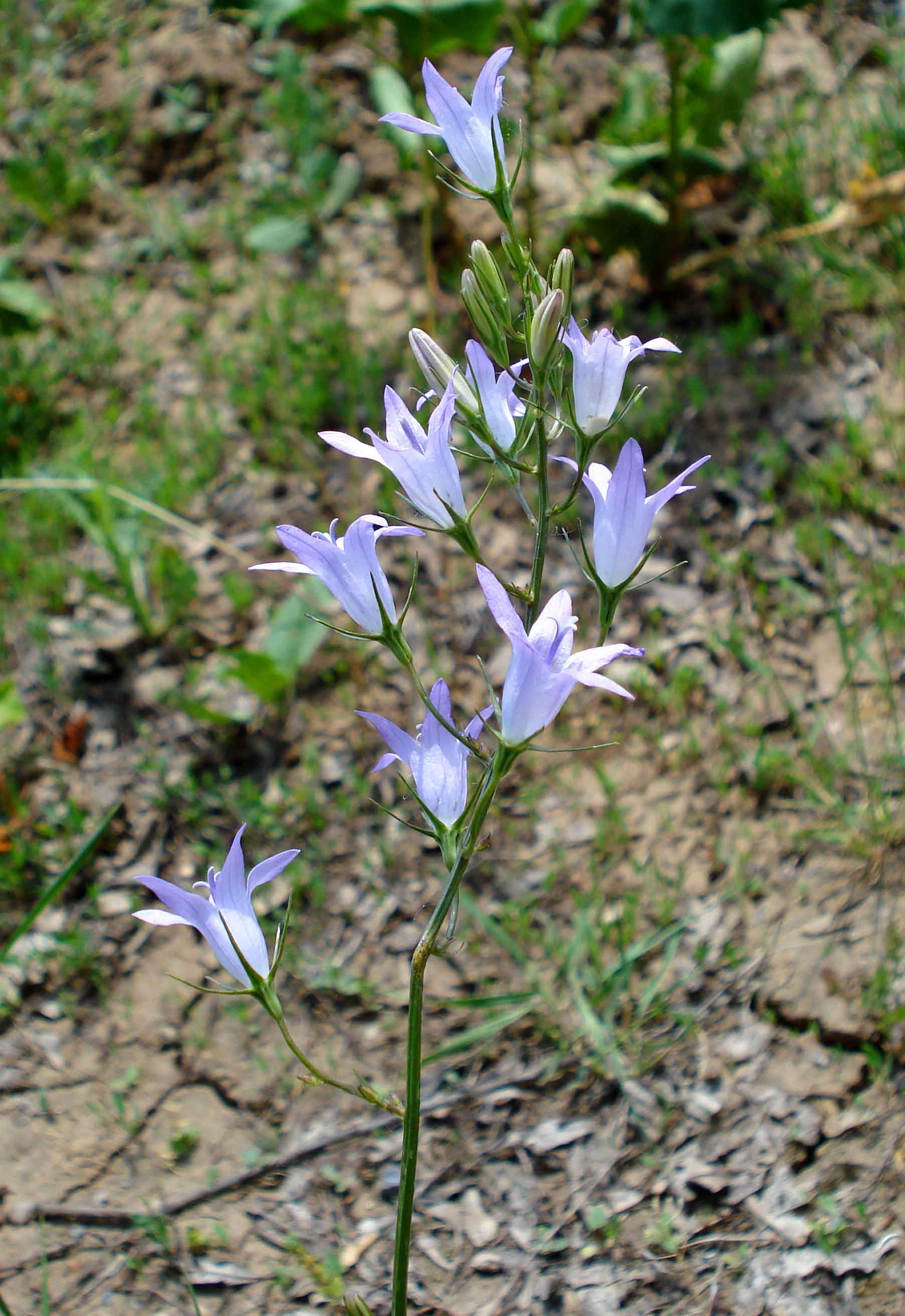
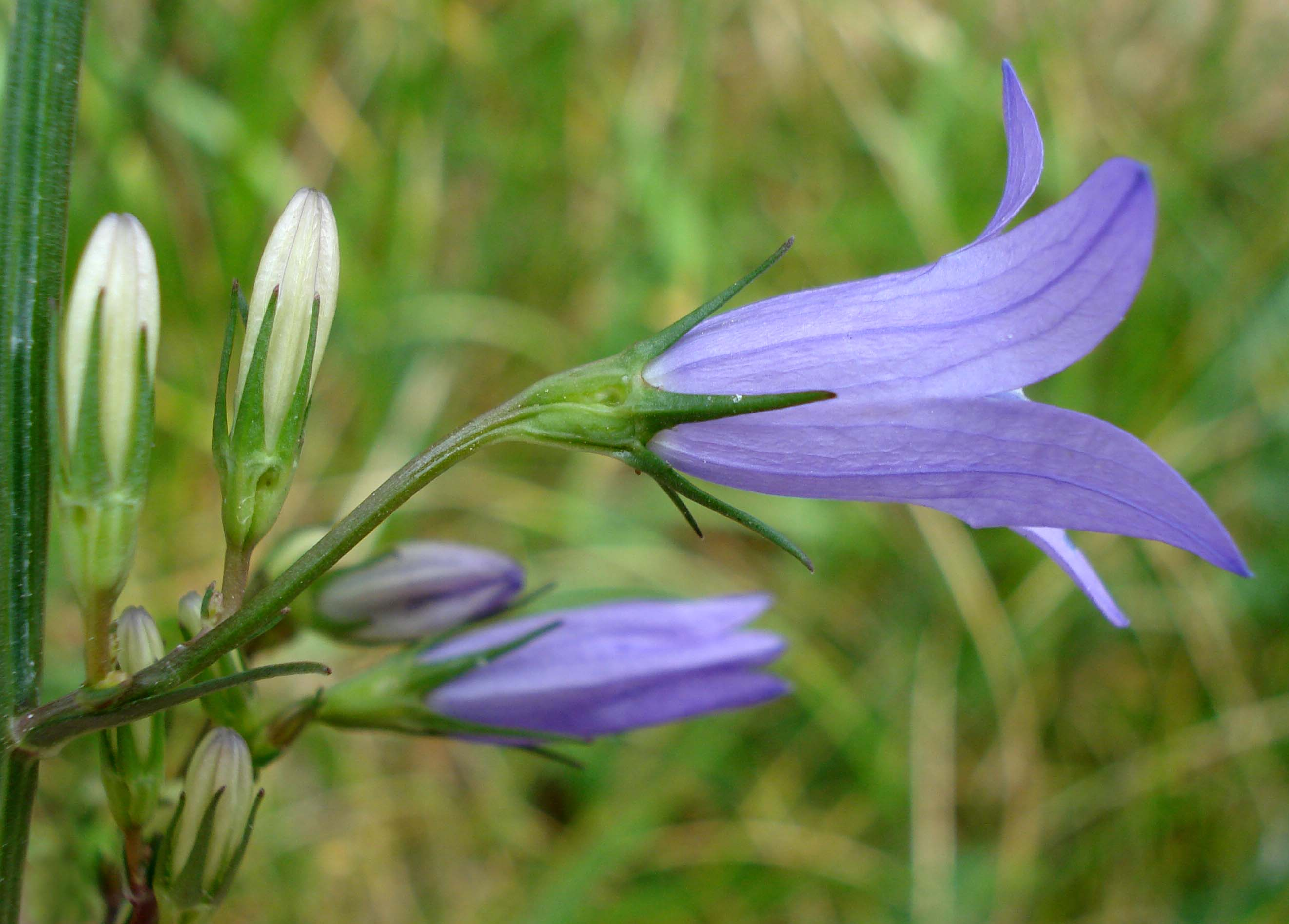
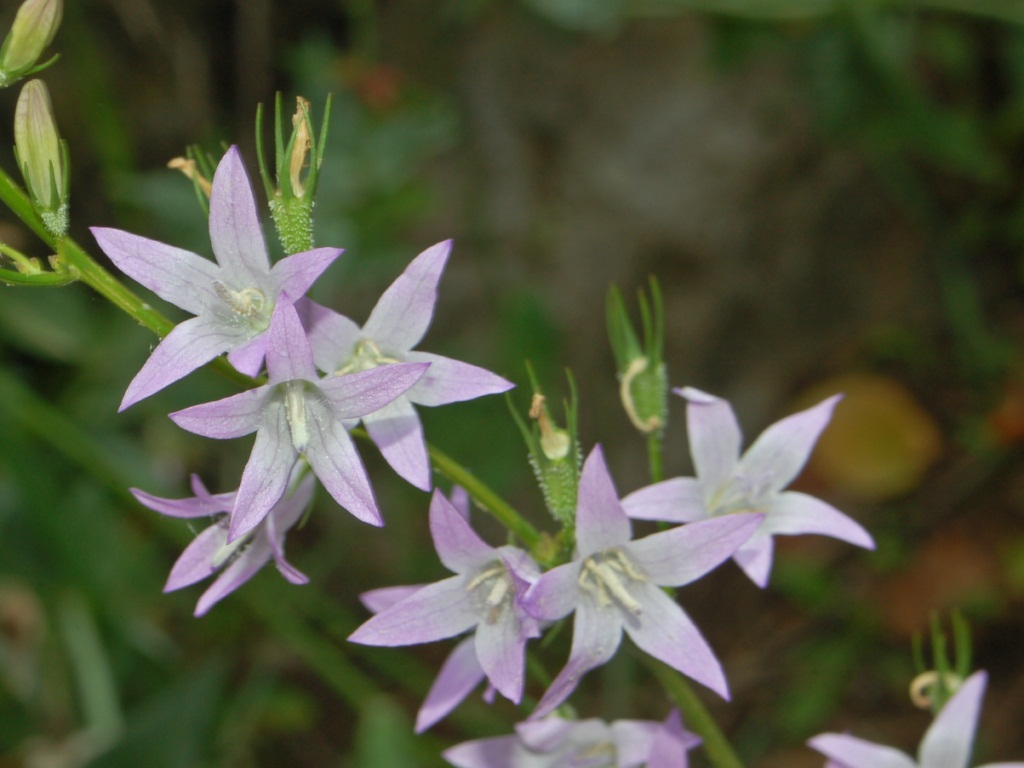